# Руппе, Николя

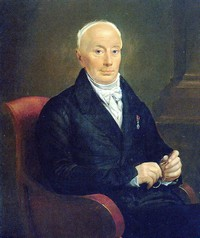

Николя-Жан Руппе (фр. Nicolas-Jean Rouppe; крещён 17 апреля 1768, Роттердам — 3 августа 1838, Брюссель) — бельгийский либеральный политик, государственный деятель. Первый бургомистр Брюсселя после обретения Бельгией независимости в 1830 году.

## Биография
В молодости был членом ордена кармелитов, но в 1792 году после битвы при Жемаппе между французской революционной и австрийской армиями
решительно порвал с религиозной деятельностью. В том же году занялся политикой, спровоцировал беспорядки, разрушив крест в ратуше Лёвена. Во время французской оккупации стал комиссаром департамента Диль. В июле 1803 года принял Наполеона в замке Лакен.
После бельгийской революции 1830 года был членом национального конгресса, позже, членом Палаты представителей Бельгии.
С 1800 по 1802 и с 1830 по 1838 год занимал пост бургомистра Брюсселя. Будучи бургомистром Брюсселя, принял нового короля Бельгии Леопольда I в том же замке Лакен 21 июля 1831 года, в день, когда Леопольд присягнул на верность конституции Бельгии.
Вместе с Пьером-Теодором Верхагеном был одним из инициаторов создания Свободного университета Брюсселя.
Умер в Брюсселе и похоронен на Лакенском кладбище.

## Память
- Его именем названа площадь в Брюсселе.